# 貝爾韋代雷島 (加利福尼亞州)
貝爾韋代爾島（英語：Belvedere Island）是位於美國加利福尼亞州馬林縣的一個非建制地區。該地的面積和人口皆未知。

## 地理
貝爾韋代爾島的座標為37°52′37″N 122°28′17″W / 37.87694°N 122.47139°W，而該地的平均海拔高度為21米（即69英尺）。